# Rubenia Castro
Rubenia Castro es una deportista salvadoreña que compitió en judo. Ganó una medalla de bronce en el Campeonato Panamericano de Judo de 1999, en la categoría de –52 kg.

## Palmarés internacional
| Campeonato Panamericano | Campeonato Panamericano | Campeonato Panamericano | Campeonato Panamericano |
| Año                     | Lugar                   | Medalla                 | Categoría               |
| ----------------------- | ----------------------- | ----------------------- | ----------------------- |
| 1999                    | Montevideo (Uruguay)    | Medalla de bronce       | –52 kg                  |